# Ivan Kostylev
Bản mẫu:Eastern Slavic name
Ivan Pavlovich Kostylev (tiếng Nga: Иван Павлович Костылев; sinh ngày 17 tháng 8 năm 1996) là một cầu thủ bóng đá người Nga. Anh thi đấu cho F.K. Spartak Kostroma.

## Sự nghiệp câu lạc bộ
Anh ra mắt chuyên nghiệp tại Giải bóng đá chuyên nghiệp quốc gia Nga cho F.K. Spartak Kostroma vào ngày 19 tháng 4 năm 2014 trong trận đấu với FC Tekstilshchik Ivanovo.